# Jürgen Pleuser
Jürgen Pleuser (* 12. Februar 1954) ist ein deutscher, in Berlin lebender Architekt.

## Leben
Jürgen Pleuser wuchs in Lennep auf. Nach seinem Abitur am dortigen Röntgen-Gymnasium begann er 1974 ein Architekturstudium in an der Technischen Universität Berlin. 1982 legte er die Diplom-Hauptprüfung bei Peter Haupt ab. Von 1982 bis 1992 arbeitete er freiberuflich in verschiedenen deutschen Architekturbüros. Von 1984 bis 1992 war er Projektarchitekt des Kunstmuseums Bonn. 1991 gründete er sein eigenes Büro.

## Wirken
Jürgen Pleuser wurde bekannt durch den Innenausbau des Deutschen Doms am Berliner Gendarmenmarkt, wo er einen vorgefundenen Sichtbeton-Rohbau aus DDR-Zeiten für eine Museumsnutzung inszenierte. Sein neuestes Werk ist das Bundesministerium für Umwelt, Naturschutz und Reaktorsicherheit in Berlin, ein Ensemble aus dem Baudenkmal des ehemaligen preußischen Landwirtschaftsministeriums und ergänzenden Neubauten. Reste der Berliner Grenzbefestigungsanlagen aus DDR-Zeiten sind in das Ensemble integriert. Das Projekt erfüllt modellhaft hohe Anforderungen des Bundes an Energetik und Ökologie, der Neubau ist als erster Ministeriumsbau des Bundes als zertifiziertes Passivhaus errichtet.

## Werk

### Bauten (Auswahl)
- 1985–1992: Kunstmuseum Bonn (mit Axel Schultes)[1][2][3][4]
- 1992–1996: Deutscher Dom in Berlin (4–8)[5][6][7][8]
- 1992–1994: Erweiterung des Bayerischen Landtags (Maximilianeum) in München (mit Volker Staab)[9]
- 2007–2011: Bundesministerium für Umwelt, Naturschutz und Reaktorsicherheit (13–17)[10][11]

### Schriften
- Gang durch einen Steinbruch der Geschichte. In: Bauwelt, Jahrgang 1996, Heft 35, S. 1960–1969.
- Der Deutsche Dom in Berlin. (mit einem Vorwort von Peter Rumpf) Niggli, Sulden 1997, ISBN 3-7212-0302-X.
- Deutscher Dom, Berlin. In: MD, Jahrgang 1997, Heft 4, S. 89–99.
- Deutscher Dom. In: Bundesamt für Bauwesen und Raumordnung (Hrsg.): Jahrbuch Bau und Raum 1998. Verlag Gerd Hatje, Stuttgart 1998, ISBN 3-7757-0786-7, S. 8–15.
- Bundesministerium für Umwelt, Naturschutz und Reaktorsicherheit, Berlin. In: Bundesamt für Bauwesen und Raumordnung (Hrsg.): Jahrbuch Bau und Raum 2008/2009. Junius Verlag, Berlin 2009, ISBN 978-3-88506-440-4.

## Auszeichnungen
- 1993: Architekturpreis Beton für das Kunstmuseum Bonn (für Axel Schultes und Jürgen Pleuser)[12]
- 1995: BDA-Preis Bayern für die Erweiterung des Bayerischen Landtags (für Volker Staab und Jürgen Pleuser)
- 2012: BDA-Preis Berlin (Publikumspreis für das Bundesministerium für Umwelt, Naturschutz und Reaktorsicherheit)[13][14]
- 2013: Europäischer Architekturpreis (Auszeichnung für das Bundesministerium für Umwelt, Naturschutz und Reaktorsicherheit)[15]

## Weitere Belege, Einzelnachweise und Quellen
- art-magazin.de
- baufachinformation.de
- bayern.landtag.de
- Kunststiftung Poll
- six4.bauverlag.de
- youtube.com
- bmu.de
- tagesspiegel.de
- ak-berlin.de

| Personendaten    | Personendaten       |
| ---------------- | ------------------- |
| NAME             | Pleuser, Jürgen     |
| KURZBESCHREIBUNG | deutscher Architekt |
| GEBURTSDATUM     | 12. Februar 1954    |